# Racionalna emocionalno bihejvioralna teorija
Racionalno-emotivno bihejvioralna terapija (REBT) nastala je početkom šezdesetih godina 20.veka. Reč je o jednoj od najpoznatijih terapija u okviru kognitivno-bihejvioralnog pristupa.Od svog nastanka 1955. godine REBT kombinuje kognitivne, imaginativne i bihejvioralne tehnike. Terapeut zauzima aktivno-direktivnu ulogu. Klijenti obično na terapiji ne ostaju dugo. REBT koristi edukativni pristup i podstiče klijenta da uči. Kod ove terapije izražene su filozofske i humanističko-egzistencijalističe crte.

### Nastanak REBT-a
Osnivač REBT-a je Albert Elis, klinički psiholog iz Njujorka. Radeći kao psihoanalitičar, Elis nije bio zadovoljan dužinom trajanja i terapijskim rezultatima psihoanalize, tako da je osmislio svoj postupak koji je smatrao daleko efikasninjim. Elis je svoj pristup prvobitno nazvao „racionalna terapija“ (RT) da bi 1961. godine naziv promenio u „racionalno-emotivna terapija“ (RET), a 1993. u „racionalno-emotivno bihejvioralna terapija“ (REBT). Bez obzira na razliku u nazivima, od samog nastanka ove psihoterapije, Elis je nagalašavao važnost i međusobnu povezanost sva tri procesa: kognicija, osećanja i ponašanja.
REBT ima vrlo izraženu filozofsku osnovu Kao jednu od polaznih tačaka svog psihoterapijskog sistema Elis je izabrao citat Epikteta grčkog filozofa stoika iz 1.veka. U skladu sa Epiktetovim uverenjem da „Ljudi nisu uznemireni događajima po sebi, već svojim pogledom na ove događaje“, Elis je smatrao da terapeut treba da pomogne klijentu da razume da ga njegova uverenja koja su deo njegove lične fillozofije vode ka emocionalnoj patnji.

### Racionalne i iracionalne sklonosti
Po Elisovom mišljenju ljudi su urođeno racionalni, drugim rečima, imaju samounapređujuće sklonosti. Oni žele da ostvare lične ciljeve i da se menjaju tako da duže žive, imaju više zadovoljstva a manje bola i osujećenosti. Ključna komponenta ljudskog funkcionisanja je i iracionalnost, odnosno samoosujećujuća sklonost, koja se odnosi na misli, emocije ili ponašanja koja vode destruktivnim posledicama i u suprotnosti su sa ciljevima i interesima osobe. Ljudska bića imaju urođenu tendenciju da snažne želje pretvore u apsoloutističke zahteve prema sebi, drugima i stvarnosti i time nepotrebno sebe uznemiravaju. Na primer: „Ja moram uspeti i ako ne uspem to je užasno, ja to ne mogu podneti i taj neuspeh me čini totalnim gubitnikom.“ Elis je smatrao da je ljudsko mišljenje u velikoj meri određeno biološkim faktorima i da bi, čak i da su najracionalnije odgajani, ljudi iracionalno transformisali preferencije u apsolutističke zahteve.
Ljudi mogu da steknu uvid u svoje disfunkcionalno mišljenje, osećanje i ponašanje i da odluče da posvećeno rade na njihovom prevazilaženju. Iracionalne sklonosti mogu biti ublažene naporom ljudi da promene disfunkcionalni način procene događaja, što za posledicu ima promenu osećanja i ponašanja. Elis je verovao da ljudi gotovo uopšte ne bi imali emocionalne poremećaje kada bi se zadržali na svojim željama i ne bi sebe, druge ljude i život procenjivali na apsolutstički i nerealistični način.

### ABC model
Ovaj model ljudskog ponašanja Elis je osmislio kako bi pokazao ulogu koju imaju misaoni procesi u emocionalnom poremećaju. Pomoću ovog modela klijent može da uvidi da načinom na koji bira da evaluira nepovoljne događaje sam sebe uvodi u emocionalni poremećaj. U ovom modelu, A označava događaj koji aktivira uverenje osobe. To je obično opažaj neke nepovoljne pojave. B označava sistem uverenja osobe i sastoji se iz dva dela: racionalna i iracionalna uverenja. C su emotivne, bihejvioralne i kognitivne posledice uverenja. Prema ovom modelu, emocije i bihejvioralne i kognitivne tendencije koje će se javiti zavise od sistema uverenja, a nisu direktna posledica aktivirajućeg događaja, kako se to obično pretpostavlja. Na aktivirajući događaj koji osujećuje postizanje nekog cilja osoba može reagovati samounapređujućim osećanjima, ponašanjima i kognicijama, ako se rukovodi racionalnim uvrenjima, i obrnuto, samoosujećujućim osećanjima i ponašanjima, ako polazi od iracionalnh uverenja. Potrebno je klijentima objasniti da uverenja, a ne kritički događaji, uglavnom određuju ponašanje.
Racionalna uverenja predstavljaju funkcionalne, logične i realistične misli koje se najčešće javljaju u formi preferencije, procene nepovoljnosti (antiužasavanja), visoke tolerancije na frustraciju i prihvatanja sebe, drugih i životnih uslova. S druge strane, iracionalna uvrenja su rigidne, ekstremne, nerealistične i nelogične misli koje odmažu osobi da ostvari ciljeve. Iracionalna uverenje se javljaju u formi apsolutističkih zahteva odnosno verovanja da želje osobe moraju da se ostvare, užasavanja ako zahtevi osobe nisu zadovoljeni, niske frustracione tolerancije odnosno verovanja da je to što zahtevi nisu ispunjeni nepodnošljivo i globalnog negativnog vrednovanja sebe, drugih ili životnih uslova.
Prošireni oblik ovog modela, ABCDE, pokazuje klijentima način na koji mogu da umanje emocionalnu patnju. D predstavlja osporavanje u kom klijent uči da osporava i da se kognitivno i i bihejvioralno suprostavlja svom iracionalnom mišljenju. E je efekat, odnosno racionalna fillozofija i funkcionalna osećanja, ponašanja i kognicije koji nastaju kada se osoba rukovodi racionalnim uvrenjima. Prema REBT-u najveće i najtrajnije promene postižu se restrukturiranjem iracionalnih uvrenja i promenom životne filozofije.

## Literatura
- Windy Dryden & Michael Neenan (2005). Getting Started with REBT. Routledge. ISBN 978-1-58391-939-2.
- Dryden, Windy (2002). Fundamentals of Rational Emotive Behaviour Therapy: A Training Manual. John Wiley & Sons. ISBN 978-1-86156-347-7.